# Кордова, Андрес
Андрес Фернандес де Кордова Ньето (исп. Andrés Fernández de Córdova Nieto; 8 мая 1892, Каньяр — 3 октября 1983, Кито) — эквадорский политический деятель, и. о. президента Эквадора в декабре 1939 — августе 1940 года.

## Биография

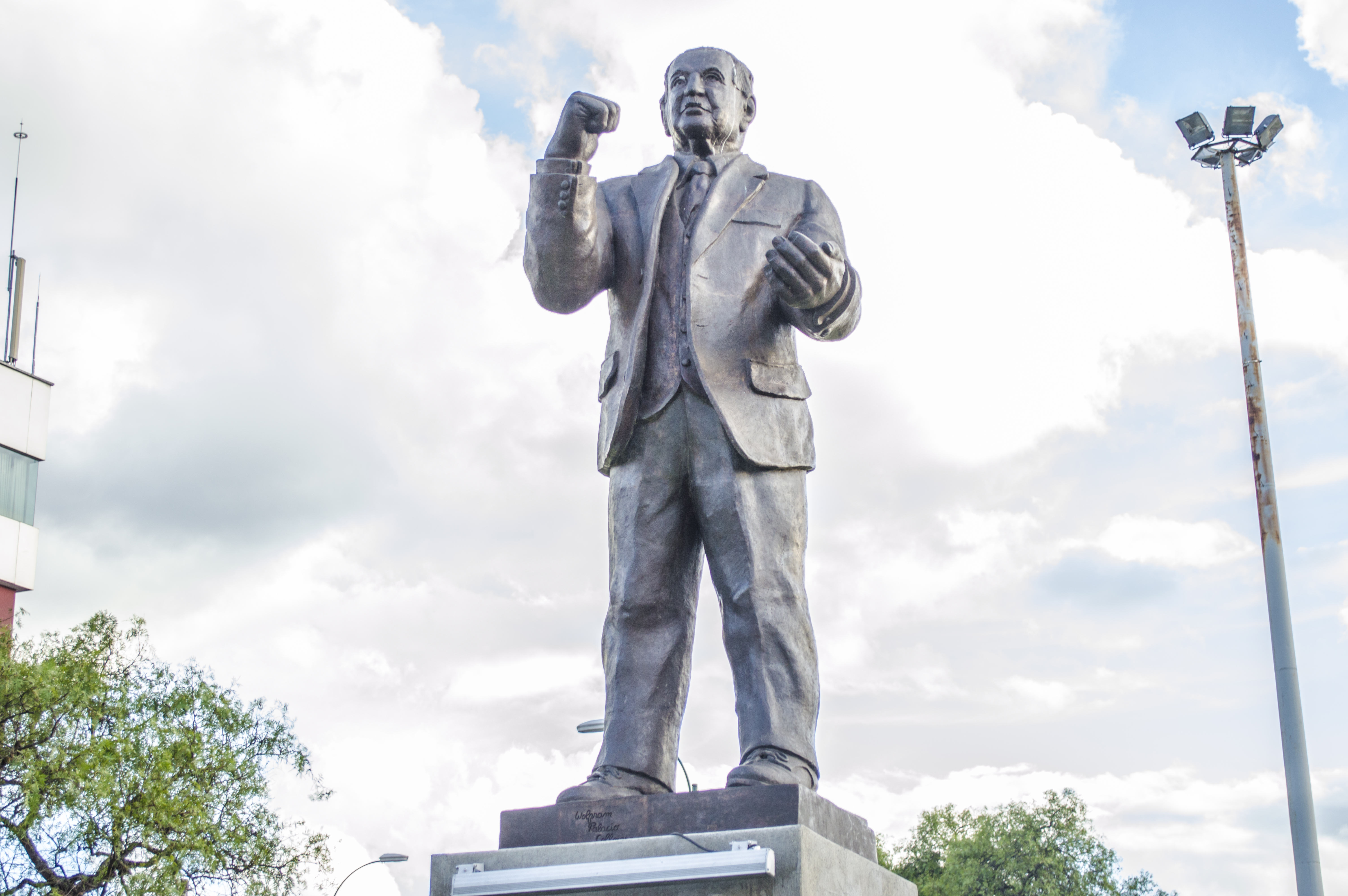
Памятник Андресу Кордова в г. Куэнка

Юрист. Профессор университета Куэнки, позже — ректор. Доктор наук.
Член Эквадорской радикально-либеральной партии. Депутат парламента, сенатор. С 1931 года — министр строительства во время правления президента Луиса Ларреа Альба.
С 10 декабря 1939 по 10 августа 1940 года исполнял обязанности президента Эквадора.
После передачи президентских полномочий Хулио Энрике Морено оставался активным политиком. Участвовал в президентских и парламентских выборах. Был мэром г. Куэнка. В мае-декабре 1951 года — министр внутренних дел при президенте Гало Пласа Лассо.
В 1968 году участвовал в президентских выборах, но проиграл Хосе Мария Веласко Ибарра.
Преподавал, позже был деканом в Центральном университете Эквадора.